# Бобыкин, Андрей Андреевич
Андрей Андреевич Бобыкин (род. 8 мая 1982 года) — российский дизайнер, член-корреспондент РАХ (2018).

## Биография
Родился 8 мая 1982 года, живёт и работает в Москве.
В 2008 году — окончил Московский институт «Туро» по направлению «менеджмент».
С 2008 по 2010 годы — специалист, а затем и начальник (с 2010 по 2011 годы) Отдела международных связей Международной ассоциации «Союз дизайнеров»; с 2011 по 2013 годы — заместитель заведующего кафедрой ЮНЕСКО изобразительного искусства и архитектуры РАХ; с 2016 по 2019 годы — руководитель проектов Отдела дизайна и новейших художественных технологий РАХ; с 2019 года -заместитель начальника Управления дизайна и новейших художественных технологий РАХ.
С 2009 года — член Международной ассоциации «Союз дизайнеров», с 2012 года — член Московского союза художников.
В 2018 году — избран членом-корреспондентом Российской академии художеств от Отделения дизайна.
Организатор и участник конференций «Новейшие технологии, оборудование и материалы в развитии дизайна» (2016), «Новейшие технологии в современном дизайне и архитектуре» (2017) Отделения дизайна РАХ. Участник разработки «Системы инновационного художественного покрытия» (2020).

## Награды
- Большая серебряная медаль Международной академии информатизации (2012)
- Диплом Всероссийского пленэра «Вятская провинция — по святым местам» (2017)

Награды РАХ
- Благодарности РАХ (2016, 2018)
- Диплом РАХ (2017)
- Серебряная медаль РАХ (2020)